# 루가루: 늑대인간
"루가루: 늑대인간"(프랑스어: Loups-garous)은 2024년 공개된 프랑스의 판타지 모험 코미디 영화다. 카드 게임 "밀러 계곡의 늑대인간"을 원작으로 한다.
2024년 10월 23일 넷플릭스에서 공개되었다.

## 출연
- 프랑크 뒤보스크 - 제롬 바시에 역
- 장 르노 - 질베르 바시에 역
- 쉬잔 클레망 - 마리 바시에 역
- 그레고리 피투시 - 마을 이장 역
- 브루노 고우에리 - 피에로 역
- 요나단 람베르 - 힐데리히 역
- 리사 도 쿠토 - 클라라 역
- 라파엘 로망 - 테오 역
- 알리제 카우그니에스 - 루이제 역

## 공개
2024년 10월 23일 넷플릭스에서 전 세계적으로 공개되었다.